# Gare de Pont-Rouge (Belgique)
Pour les articles homonymes, voir pont Rouge (homonymie).
Ne doit pas être confondu avec Gare de Lancy-Pont-Rouge.
La gare de Pont-Rouge est une ancienne halte ferroviaire belge de la ligne 67, de Comines à Armentières située à Pont-Rouge (Belgique), hameau de la commune de Comines-Warneton, dans la province de Hainaut en Région wallonne. Elle est mise en service en 1888 par les Chemins de fer de l'État belge et ferme aux voyageurs en 1950.

## Situation ferroviaire
Établie à 19 m d'altitude, la gare de Pont-Rouge était située au point kilométrique (PK) 6.2 de la ligne 67, de Comines au Touquet (frontière française) entre les gares de Warneton et du Touquet.
Entre les gares de Pont-Rouge et Warneton se trouvait la bifurcation avec la ligne 69B, vers Nieuwkerke et Bailleul, construite par l'armée britannique en 1916-1918 et utilisée jusqu'en 1962.

## Histoire
La halte du Pont-Rouge est mise en service le 1er avril 1888 par l'Administration des chemins de fer de l'État belge sur une section de la ligne de l'ancienne Compagnie du chemin de fer d'Ostende à Armentières, en service depuis 1870.
Le bâtiment de la gare de Warneton, construit à la fin du XIXe siècle ne survit pas à la Première Guerre mondiale. Une nouvelle gare en briques est érigée dans les années 1920.
Dès 1937, les trains de voyageurs ont leur terminus en gare du Touquet (Warneton) et ne poursuivent plus vers la France. La SNCB supprime les trains de voyageurs sur la ligne le 8 octobre 1950. Les trains marchandises continuent à desservir la ligne jusqu'en 1988 ; la gare de Pont-Rouge étant encore mentionnée en 1978.
Un chemin RAVeL réutilise une portion de la ligne passant par la gare.

## Patrimoine ferroviaire
Le bâtiment des recettes de type « Reconstruction » a été revendu et transformé en habitation.
Détruit au cours de la Première Guerre mondiale, le premier bâtiment appartenait au plan type 1893 des chemins de fer de l'État belge, dans une version dépourvue d'ornements de façade. L'aile principale, de six travées, se trouvait à droite du corps de logis et comprenait un magasin pour les colis et petites marchandises.
Construit au début des années 1920, le nouveau bâtiment des recettes correspond à l'un des deux plans type standard pour les gares sans étage type « Reconstruction » dressé par les Chemins de fer de l'État belge. Contrairement à Warneton, qui appartient à l'autre variante, Pont-Rouge est un bâtiment de halte, sans bâtiments séparés pour le logement du chef de gare et l'entreposage des marchandises.
La gare de Westrozebeke est un exemple en état proche de l'origine de ce type de bâtiments. Il diffère néanmoins de Pont-Rouge par sa disposition inversée (en miroir).
Inutilisé par la SNCB, il est revendu à un particulier et transformé en profondeur. Les fenêtres d'origine à vasistas sont remplacées par des baies rectangulaires avec un second étage sous les combles et l'ancien magasin transformé en garage. L'entrée des voyageurs disposée dans un recoin à la jointure des deux ailes a été remplacée par une porte percée dans la façade de l'ancienne aile principale.